# William C. Bouck
William Christian Bouck foi um político norte-americano de Nova Iorque. Foi o 13º governador de Nova York entre 1843 e 1844.